# Escola Técnica Estadual Oscar Tenório
A Escola Técnica Estadual Oscar Tenório (ETEOT), é uma escola técnica da cidade do Rio de Janeiro mantida pela Fundação de Apoio à Escola Técnica (FAETEC). A escola oferece ensino médio regular, ensino médio integrado a curso técnico, curso técnico regular e especialização técnica. A instituição está localizada no bairro de Marechal Hermes, na zona norte da cidade do Rio de Janeiro, e funciona nos turnos da manhã, tarde e noite, de segunda à sábado.
O campus em que a escola é localizada é um complexo de mais de 40.000m², o CETEP Marechal Hermes. O campus abriga também a Escola Técnica Estadual Visconde de Mauá, assim como a Escola Estadual de Ensino Fundamental Visconde de Mauá. Não limita-se as escolas de ensino fundamental, médio e técnico, tendo também um núcleo esportivo, uma escola de música e um centro de idiomas que oferece inglês, espanhol e francês de forma gratuita. 
A escola foi criada em 1980 por decreto do então Governador do Estado do Rio de janeiro, Chagas Freitas com a designação Centro Interescolar Oscar Tenório.
Em 1998 como a maioria das atuais unidades da FAETEC a escola saiu da estrutura da Secretaria de Estado de Educação (SEEDUC) e passou a ser mantida pela Fundação de Apoio à Escola Técnica (FAETEC) órgão vinculado a Secretaria de Estado de ciência e tecnologia do Rio de janeiro (SECTI-RJ).
- Ensino Médio
- Técnico em Administração
- Técnico em Gerência em Saúde
- Técnico em Informática para Internet
- Técnico em Análises Clínicas[2]